# Petřín
Pour les articles homonymes, voir Petrin (homonymie).
Ne doit pas être confondu avec Petřiny.

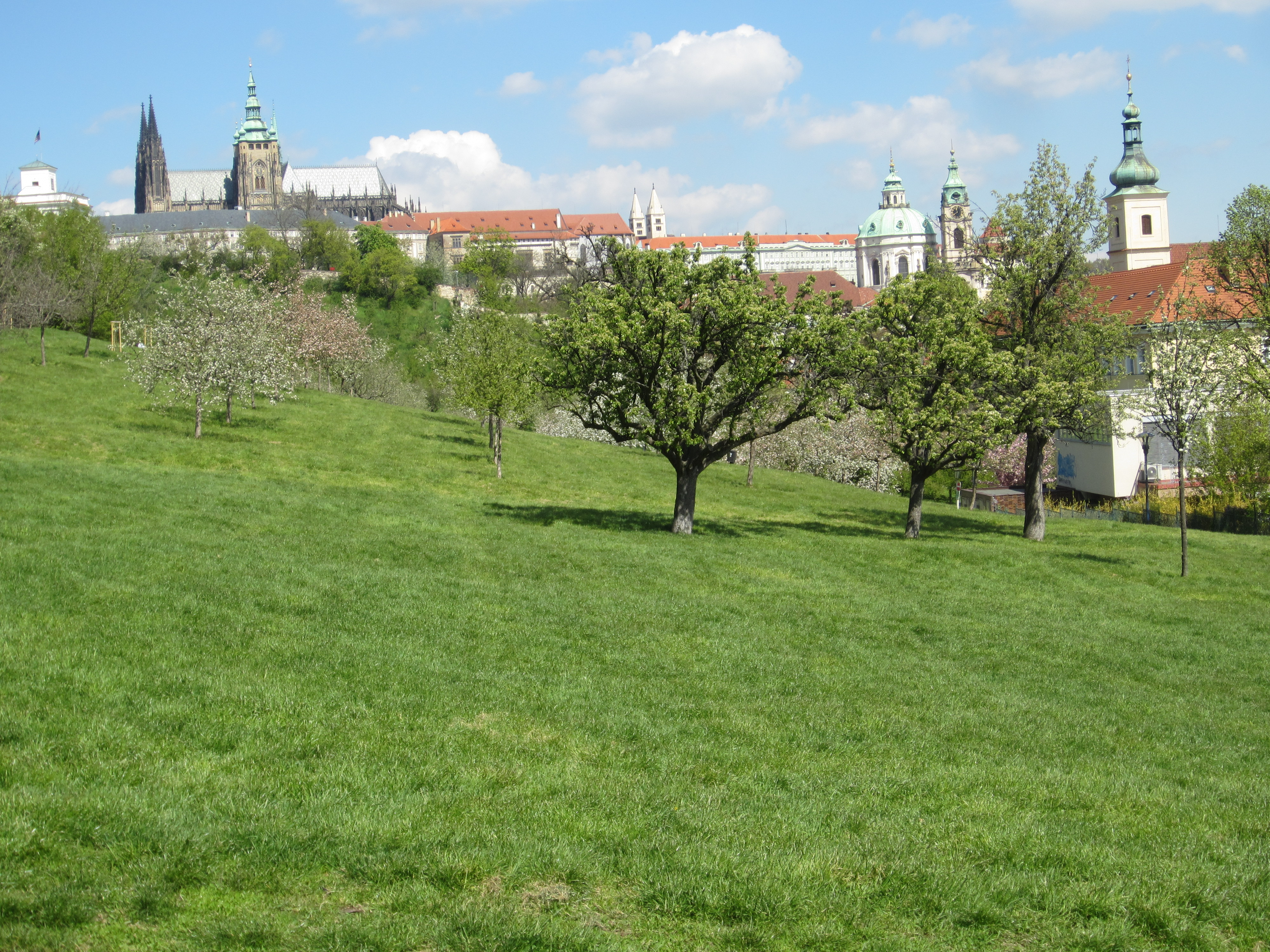
Le château de Prague vu de Petřín.

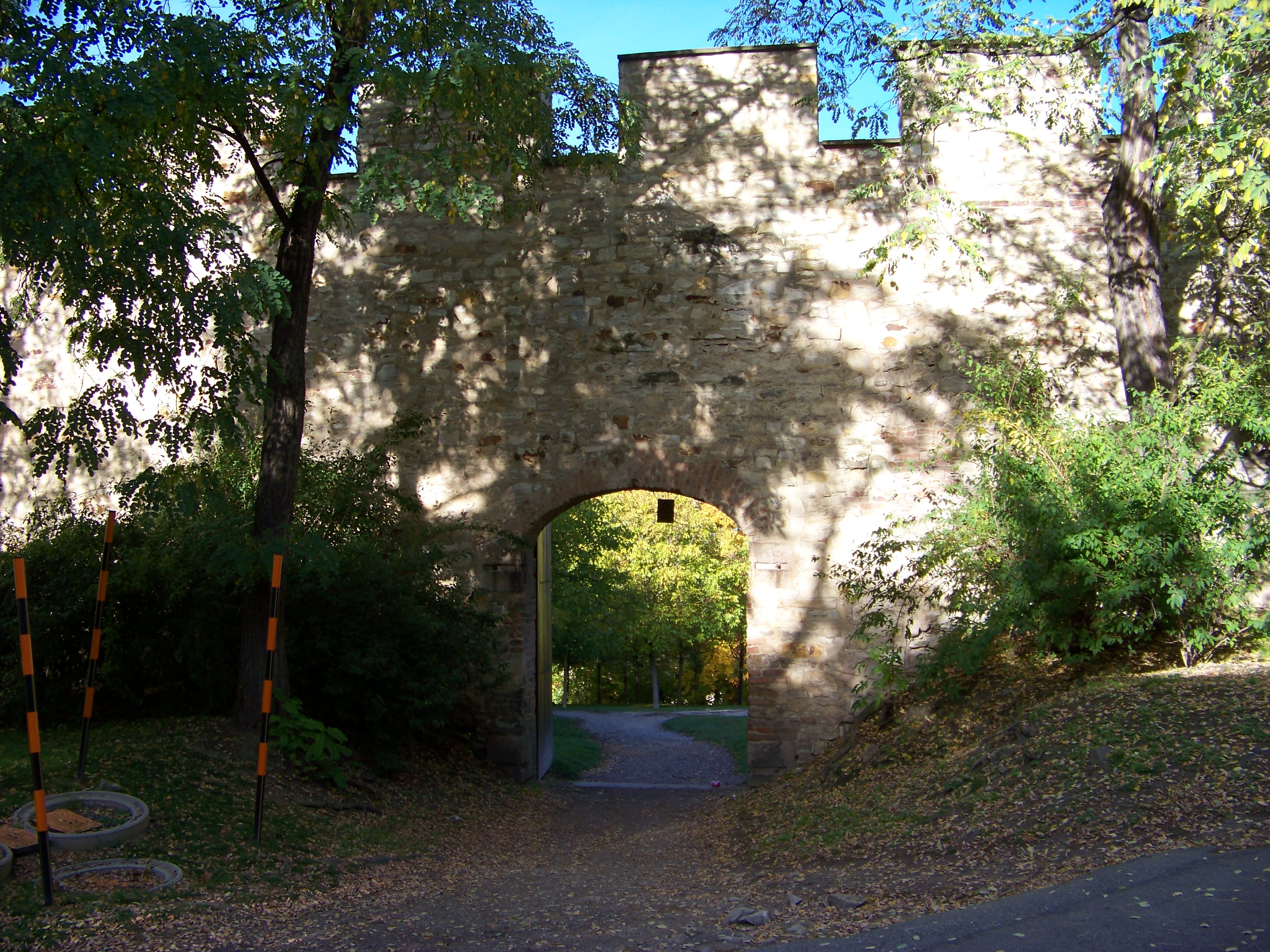
Mur de la Faim de la colline de Petřín.

Petřín (prononcé en tchèque : [ˈPɛtr̝̊iːn] Pétrjine, du tchèque petržel : « persil ») est une colline de 327 m d'altitude située au centre de Prague, en République tchèque. Elle s'élève à environ 130 m au-dessus de la rive gauche de Vltava. Presque entièrement couverte de parcs, la colline est un lieu très prisé des habitants de la ville. Elle a une certaine importance culturelle et historique : Cosmas de Prague la décrit fictivement comme « très rocailleuse » en raison du nom latinisé du lieu dans les documents de l'époque (petra : « roche »), et elle est aussi citée dans des œuvres littéraires telles que Description d'un combat (en) de Franz Kafka et L'Insoutenable Légèreté de l'être de Milan Kundera. À l'époque des Habsbourg, la colline s'appelait Laurenziberg en raison de l'église Saint-Laurent qui s'y trouve. 
Le sommet de la colline est relié au district Malá Strana par le funiculaire de Petřín, un funiculaire ouvert en 1891.

## Principaux lieux
- Tour de Petřín
- Funiculaire de Petřín
- Hladová zeď
- Labyrinthe de miroirs
- Parc de Petrin et Jardins du Séminaire
- Roseraie
- Observatoire de Štefánik
- Stade du Strahov
- Mur de la Faim
- Église Saint-Laurent
- Église Saint-Michel-Archange
- Monument en mémoire des victimes du communisme